# Gérard Cenzato
Gérard Cenzato (Créteil, 10 gennaio 1951) è un ex calciatore francese, di ruolo centrocampista o difensore.

## Carriera
Nella stagione 1970-1971 esordisce nella prima divisione francese, giocando da titolare nella partita del 30 ottobre 1970 pareggiata 0-0 tra Nancy (la sua squadra) e Nizza; è la sua unica presenza stagionale nel club, che nell'estate del 1971 lo cede al Le Mans, club di seconda divisione, con cui Cenzato gioca dal 1971 al 1974.
Nell'estate del 1974 si trasferisce al Paris Saint-Germain, club di prima divisione, con cui nella stagione 1974-1975 gioca 7 partite in campionato e 2 partite in Coppa di Francia; nella stagione 1975-1976 gioca invece 6 partite in campionato ed una partita in Coppa di Francia, mentre nella stagione 1976-1977, la sua ultima nel club, disputa 11 partite di campionato ed una partita in Coppa di Francia, per complessive 28 presenze nell'arco del suo triennio di permanenza in squadra. Nell'estate del 1977 passa al Paris FC, in seconda divisione, categoria dalla quale il club è promosso ed in cui Cenzato segna un gol in 33 presenze; rimane in rosa anche nella stagione 1978-1979, nella quale gioca 10 partite in prima divisione. Dal 1979 al 1982 gioca nel Fontainebleau: le prime due stagioni le trascorre in terza divisione, mentre nella stagione 1981-1982 disputa 26 partite in seconda divisione, senza mai segnare. Gioca poi nuovamente in terza divisione, all'Etamps, dal 1982 al 1986, ed infine ancora al Fontainebleau, nella stagione 1986-1987.